# Карродано
Карродано (итал. Carrodano) — коммуна в Италии, располагается в регионе Лигурия, в провинции Ла Специя.
Население составляет 507 человек (2008 г.), плотность населения составляет 24 чел./км². Занимает площадь 21 км². Почтовый индекс — 19020. Телефонный код — 0187.
Покровителями коммуны почитаются святая Фелицата и семь святых братьев, празднование в первое воскресение августа.

## Демография
Динамика населения:

## Администрация коммуны
- Официальный сайт: